# Aphanocephalus johni
Aphanocephalus johni is een keversoort uit de familie Discolomatidae. De wetenschappelijke naam van de soort is voor het eerst geldig gepubliceerd in 1992 door Pal.